# Gieorgij Dżykija
Gieorgij Tamazowicz Dżykija (ros. Георгий Тамазович Джикия, gruz. გიორგი თამაზის ძე ჯიქია; ur. 21 listopada 1993 w Moskwie) – rosyjski piłkarz gruzińskiego pochodzenia grający na pozycji obrońcy. Od 2017 roku zawodnik Spartaka Moskwa.

## Życiorys
Jest wychowankiem Lokomotiwu Moskwa. W latach 2011–2014 grał w trzecioligowych jego rezerwach. 1 stycznia 2014 odszedł do drugoligowego Spartaka Nalczyk. Następnie występował w Chimiku Dzierżyńsk i Amkarze Perm. W barwach Amkaru zadebiutował w Priemjer-Lidze – miało to miejsce 1 sierpnia 2015 w wygranym 1:0 meczu z Krylją Sowietow Samara. 1 stycznia 2017 został piłkarzem Spartaka Moskwa. Kwota transferu wyniosła około 2,35 miliona euro. W sezonie 2016/2017 wraz ze Spartakiem zdobył mistrzostwo kraju.
W reprezentacji Rosji zadebiutował 5 czerwca 2017 w wygranym 3:0 towarzyskim meczu z Węgrami. Grał w nim do 81. minuty, po czym został zmieniony przez Romana Szyszkina. Został powołany przez selekcjonera Stanisława Czerczesowa do kadry na Puchar Konfederacji 2017 rozgrywany w Rosji.

### Mecze i gole w reprezentacji Rosji
| Lp. | Data       | Miasto           | Przeciwnik       | Gol | Wynik | Rozgrywki                |
| --- | ---------- | ---------------- | ---------------- | --- | ----- | ------------------------ |
| 1.  | 5.06.2017  | Budapeszt        | Węgry            |     | 3:0   | mecz towarzyski          |
| 2.  | 17.06.2017 | Sankt Petersburg | Nowa Zelandia    |     | 2:0   | Puchar Konfederacji 2017 |
| 3.  | 21.06.2017 | Moskwa           | Portugalia       |     | 0:1   | Puchar Konfederacji 2017 |
| 4.  | 24.06.2017 | Kazań            | Meksyk           |     | 1:2   | Puchar Konfederacji 2017 |
| 5.  | 7.10.2017  | Moskwa           | Korea Południowa |     | 4:2   | mecz towarzyski          |
| 6.  | 10.10.2017 | Kazań            | Iran             |     | 1:1   | mecz towarzyski          |
| 7.  | 11.11.2017 | Moskwa           | Argentyna        |     | 0:1   | mecz towarzyski          |
| 8.  | 14.11.2017 | Sankt Petersburg | Hiszpania        |     | 3:3   | mecz towarzyski          |
| 9.  | 7.09.2018  | Trabzon          | Turcja           |     | 2:1   | LN 2018/2019             |
| 10. | 11.10.2018 | Królewiec        | Szwecja          |     | 0:0   | LN 2018/2019             |
| 11. | 14.10.2018 | Soczi            | Turcja           |     | 2:0   | LN 2018/2019             |
| 12. | 20.11.2018 | Gmina Solna      | Szwecja          |     | 0:2   | LN 2018/2019             |
| 13. | 21.03.2019 | Bruksela         | Belgia           |     | 1:3   | El. ME 2020              |
| 14. | 24.03.2019 | Astana           | Kazachstan       |     | 4:0   | El. ME 2020              |
| 15. | 8.06.2019  | Sarańsk          | San Marino       |     | 9:0   | El. ME 2020              |
| 16. | 11.06.2019 | Niżny Nowogród   | Cypr             |     | 1:0   | El. ME 2020              |
| 17. | 6.09.2019  | Glasgow          | Szkocja          |     | 2:1   | El. ME 2020              |
| 18. | 9.09.2019  | Królewiec        | Kazachstan       |     | 1:0   | El. ME 2020              |
| 19. | 10.10.2019 | Moskwa           | Szkocja          |     | 4:0   | El. ME 2020              |
| 20. | 13.10.2019 | Nikozja          | Cypr             |     | 5:0   | El. ME 2020              |
| 21. | 16.11.2019 | Sankt Petersburg | Belgia           | Gol | 1:4   | El. ME 2020              |
| 22. | 19.11.2019 | San Marino       | San Marino       |     | 5:0   | El. ME 2020              |